# 负暄琐话
《负暄琐话》是张中行创作的一部散文集，写于1980年代，1986年黑龙江人民出版社初版。集中共有64篇文章，多数是回忆人物，也有一些篇章是谈北京风物。书的末尾提出了“选境论”，认为“现实中的点，甚至某些段，也可以近于艺术的境……古人写历史，写笔记，就有意无意地在传选境”。张认为选境与揭露丑恶一样重要。吕冀平认为，这部书体现作者除了具备才、学、识的素养之外，还表现了“对人间的爱和真善美的追求”。周汝昌则称张的文章“外有柔美，内有刚德……不像老年人，生气流动，精光内蕴”。

## 内容
这本书里有半数以上文章是记20世纪30年代的北京大学和北大有关的学者，有许多名人，比如谈胡适的风流潇洒，也批评他开除反对新文化运动的林损；讲黄节以顾炎武的诗来激发同学们的忧国爱民之心，论熊十力的态度学识使人钦佩、结论却使人怀疑；赞刘半农超脱，但也能爱憎分明。据张的回忆，北大学风随便，“是把后门的门槛锯下来，加在前门的门槛上”。
同时也包括几位清代后期的女诗人及书法家，也有作者所知道的"小人物"（如《刘舅爷》、《银闸人物》、《家乡三李》、《东谢西谢》等等）和艺人（如《中国旅行剧团》、《韩世昌》)；地方则包括寺院、香冢、鬼市、圆明园；兼谈收藏书砚、京华习俗和美食。其中有五篇文章关于《红楼梦》。《银闸人物》一篇以传奇笔法描写了紫禁城东北角两个耽于幻想的小人物。《韩世昌》一篇感慨传统戏曲文化的逝去，“风气像一股清水，它会流到哪里呢？但倒流的可能总是很少的。”《早期的烤肉》就赞扬了烤肉宛铺主坦荡荡的风度。

## 风格和思想
张中行的目的在于记录可感或可传的人和事，但他自称这些文章"作为诗味道太薄，作为史分量太轻"。作者笔调怀旧，却无矫情或滥情。20世纪30年代及其后的大时代急剧动荡，然而书中却很少涉及战乱，对"文化大革命"也仅点到为止。它们传递了一种惆怅和无奈。北京古都气象的逝去，在作者笔下得以反映，但他没有指责。许多文章有励志的效果，也加上一些令人发笑的琐事。如"上卷博士"胡适之、"二云居士"刘文典等绰号也记于其中。
书中常有一些清淡的简评，比如《广化寺》谈到佛理的弱点：“以逆人情为顺教义，即使并非绝对荒诞，也总是非一般人所能做到。坐而能言，起而不能行，作为人生之道，其价值就微乎其微了！”写韩世昌固守昆曲而不唱京剧，"只是总觉得唱词太俗，没意思，所以甘心闲着"，传达了他君子固穷的精神。